# Žljezdastodlakavi trputac
Žljezdastodlakavi trputac (trputac afrički, buhačina, lat. Plantago afra), vrsta jednogodišnjg raslinja iz porodice trpučevki. Raširena je po dijelovima Europe (uključujući Hrvatsku), Azije i Afrike.
Stabljika uspravna i dlakava, naraste od 15 do 50cm. Cvjetići žuti

## Sinonimi
Postoje brojni sinnimi, među njima i 
- Plantago afra var. parviflora (Desf.) Lewalle
- Plantago cynops L.
- Plantago durandoi Pomel
- Plantago parviflora Desf.
- Plantago sicula C.Presl
- Plantago squalida Salisb.
- Psyllium cynops (L.) Mirb.
- Psyllium squalidum (Salisb.) Soják